# Khaled Meshal
Khaled Meshal (arabiska: خالد مشعل), född 28 maj 1956 i Ramallah, är en palestinsk politisk ledare och islamist. Han är en palestinsk politiker som var Hamas högsta politiska ledare från 1996 till maj 2017, då han efterträddes av Ismail Haniyeh. Han flyttade till Dohar i Qatar 2012.
Meshal föddes i Ramallah, men växte upp i Kuwait, dit familjen flydde 1967. Han studerade fysik och gick med i det muslimska brödraskapet. 1990 kom han till Jordanien, och blev med tiden en ledande person i Hamas. 1997 utsattes han för ett attentatsförsök från israeliska agenter. Attentatet misslyckades, agenterna arresterades och utväxlades senare mot den dåvarande Hamas-ledaren Ahmad Yassin. Meshal steg därefter i graderna i Hamas, men sedan Israel tagit livet av två ledare 1994 har Hamas inte längre någon formell ledare. Meshal hålls ändå som ledare för Hamas och talesman för rörelsen politiska gren. Enligt israeliska källor är han ansvarig för flera självmordsanfall i Israel och bland annat för bortförandet av en israelisk soldat på Gazaremsan.[källa behövs]
Meshal bodde i Syrien fram till 2012 och var ledare för den syriska grenen av Hamas.